# Ратуша Гельсінкі
Ратуша Гельсінкі (фін. Helsingin kaupungintalo, швед. Helsingfors stadshus) — головна адміністративна будівля міста Гельсінкі Фінляндія. Ратуша розташована в районі Круунунхака поруч з Ринковою площею.
Будинок побудований в 1833 році як готель «Seurahuone»; споруда стала важливим культурним центром. Готель було спроектовано Карлом Людвігом Енгелем, який також спроектував декілька будівель навколо Сенатської площі. Місто придбало будівлю в 1901 році, готель закрили в 1913 році і переробили будинок для ратуші.
Після архітектурного конкурсу ратуша була реконструйована в 1965-1970 роках за проектом Аарніо Руусувуорі. Інтер'єр ратуші був майже повністю було перебудовано. Було збережено лише фасад,центральний зал та передпокій.
На початок ХХІ століття у будівлі знаходяться офіси мера Гельсінкі і радників мера, а також зали Міської ради.